# Grenadisch-haitianische Beziehungen
Die Grenadisch-haitianischen Beziehungen beschreiben das bilaterale Verhältnis zwischen der früheren britischen Kolonie Grenada einerseits und der Republik Haiti andererseits.
Beide Länder sind Mitglieder der Vereinten Nationen, der Organisation Amerikanischer Staaten und der Karibischen Gemeinschaft (CARICOM).

## Geschichte und Stand
Haiti erlangte die Unabhängigkeit von der früheren Kolonialmacht Frankreich bereits im Jahr 1804, während Grenada erst im Jahr 1974 vom Vereinigten Königreich unabhängig wurde.
Es bestehen bilaterale diplomatische Beziehungen, jedoch unterhält keines der beiden Länder eine offizielle Auslandsvertretung in dem jeweils anderen Land. Für haitianische Staatsangehörige besteht Visumspflicht für Grenada.
Nach dem verheerenden Erdbeben in Haiti 2010 stellte die Regierung Grenadas 100.000 US-Dollar zur Beteiligung an den internationalen Hilfsmaßnahmen zur Verfügung.
Im Februar 2023 kam es zu Verstimmungen zwischen Grenada und Haiti, da eine mit Touristenvisa angereiste Gruppe mittelloser Haitianer vor Einreise auf dem Flughafen  aufgehalten und am folgenden Tag deportiert wurden. Premierminister Dickon Mitchell erklärte persönlich, dass eine solche Maßnahme aus grundsätzlichen Erwägungen unvermeidlich gewesen sei.
Vor der Generalversammlung der Vereinten Nationen dankte der Premierminister im September 2024 Belize und Jamaika für die Entsendung von Sicherheitspersonal zur Unterstützung der kenianischen Truppen vor Ort und erklärte, dass die Finanzierung der multinationalen Sicherheitsunterstützungsmission weiterhin von entscheidender Bedeutung sei.  Er rief dazu auf, diese Mission und die Bemühungen zur Linderung der humanitären Krise zu unterstützen, insbesondere durch die Förderung des Zugangs der haitianischen Kinder zu Bildung.
Die haitianische Fluggesellschaft Sunrise Airways gab im Oktober 2024 bekannt, eine neue Fluglinie zwischen Antigua und Barbuda, St. Lucia, Dominica, und Grenada einzurichten, was von der grenadischen Tourismusagentur (Grenada Tourism Authority; GTA) sehr begrüßt wurde.
Der Handel zwischen beiden Ländern ist nicht von Bedeutung. Im Jahr 2023 exportierte Grenada lediglich Geflügelfleisch im Wert von knap 50.000 US-Dollar nach Haiti.